# Veľké Revištia
Veľké Revištia és un poble i municipi d'Eslovàquia. Es troba a la regió de Košice, a l'est del país.

## Història
La primera referència escrita de la vila data del 1335.

## Demografia
| Godina             | 1994 | 2004   | 2014   | 2024   |
| ------------------ | ---- | ------ | ------ | ------ |
| Nombre de persones | 575  | 536    | 522    | 493    |
| Diferència         |      | −6,78% | −2,61% | −5,55% |

| Godina             | 2023 | 2024   |
| ------------------ | ---- | ------ |
| Nombre de persones | 487  | 493    |
| Diferència         |      | +1,23% |